# 金剛山温泉
金剛山温泉（クムガンサンオンチョン）は、朝鮮民主主義人民共和国（北朝鮮）の金剛山観光地区にある温泉である。なお外金剛温泉と呼ばれることもある。

## 伝承
金剛山温泉は新羅最後の国王、敬順王の王子で、新羅滅亡後に金剛山に篭ったとされる麻衣太子が発見したとの言い伝えが残っている。

## 歴史
金剛山温泉は金剛山の中で外金剛地区の温井里にある。温井里とは温泉の湧く地を意味する地名であり、その名の通り温泉開発があまり進んでいなかった20世紀初頭、温井里の地面を掘れば湯が出てくる状態であった。
金剛山温泉はかなり古い時代から知られていた温泉であり、高麗についての歴史書、高麗史にもその名が見え、また1466年には李氏朝鮮の国王、世祖が金剛山温泉を訪れ湯治をした記録が残っている。しかし李氏朝鮮時代は小さな共同浴場が設けられていた程度の小さな温泉であった。
日韓併合後、朝鮮半島有数の観光地となった金剛山は観光地化が進められた。日韓併合が行われた1910年には早くも温井里に内湯を備えた最初の日本旅館が建設された。その後金剛山の表玄関として温井里にはホテルや温泉旅館、さらにはみやげ物店や料亭やカフェなどが建ち並ぶ充実した温泉街へと発展した。特に昭和に入り、東海北部線が温井里近くの外金剛駅まで開通して交通の便が良くなった後は、多くの観光客を集めるようになった。当時、入浴施設としてはホテルや旅館の内湯以外にも、金剛温泉という名の男女別の大浴場や休憩室を備えた共同浴場も建設された。なお、金剛山温泉は日本統治下では温井里温泉と呼ばれていた。
北朝鮮時代になると38度線に近い金剛山は朝鮮戦争の戦場になったこともあり、温井里の温泉街は消滅する。しかし金剛山温泉は北朝鮮を訪れる旅行者などに利用され続けてきた。

## 入浴設備
現在行われている韓国現代グループの金剛山観光では、金剛山温泉は観光の目玉の一つとされている。1999年12月、現代グループの手によって完成した金剛山温泉は男女別の大浴場、家族風呂、露天風呂、サウナなどを備えている。
北朝鮮側にもかねてから銭湯のような小さな入浴施設があることが知られており、現在も引き続き利用されている。

## 泉質
泉質はラドン単純泉、成分的には炭酸水素ナトリウムの含有量が比較的多い。泉温は40～44度程度で入浴に都合が良く、現代グループの金剛山観光では、金剛山温泉は加熱加水のない100パーセント源泉掛け流しの温泉であることを宣伝している。